# Stratište kod Crngroba
Stratište kod Crngroba kraj Škofje Loke je stratište na kojem je ubijeno svibnja 1945. više od 2000 Hrvata. Po mnogim se detaljima može doći do zaključaka da je Crngrob bio pratnje dužnosnika Vlade NDH, nižih i viših službenika i njihovih obitelji. Ni jedan od od 40 ministra Vlade NDH nije ondje likvidira, osim možda ministra pravosuđa dr. Mirka Puka, koji je uhićen u slovenskoj bolnici i likvidiran. S njima je bilo oko 250 djece. Za tu se djecu najprije smatralo da su djeca odvedena i data na posvajanje. Istraživanja pokazuju da su odvedena su u šumu, likvidirana i bačena u Matjaževu jamu.

## Vanjske poveznice
- Braniteljski portal: Roman Leljak: Nadam se da ćemo ove godine otvoriti rudnik Pečovnik u kojemu su kosti 12 tisuća Hrvata koje su pobili Titovi komunisti i partizani